# Messier 52
Messier 52 (sau NGC 7654) este un roi deschis, situat în Constelația Cassiopeia,  care a fost descoperit de Charles Messier în 1774 și pe care acesta l-a inclus în catalogul său la 7 septembrie 1774.